# Обруб (Псковская область)
Обруб — деревня в Тямшанской волости Псковского района Псковской области России.
Расположена в 24 км к юго-западу от центра города Пскова и в 12 км к западу от деревни Тямша.

## Население
| 2001 | 2002 | 2010 |
| ---- | ---- | ---- |
| 5    | ↗9   | ↘2   |